# إيريك دين
إيريك دين (بالإنجليزية: Eric Dane)‏ ممثل أمريكي من أصل يهودي من مواليد 9 نوفمبر 1972 في سان فرانسيسكو، كاليفورنيا، ظهر إيريك في مسلسل غريز أناتومي بدور الجراح التجميلي (مارك سلون).عمل دور البطولة في مسلسل السفينة الأخيرة.

## حياته
ولد إيريك دين في 9 نوفمبر 1972، في سان فرانسيسكو، كاليفورنيا، أقدم من اثنين من الإخوة. والده مهندس معماري ومصمم في سان فرانسيسكو. وكانت والدته، (ليا) ربة منزل. ويشمل سلفه الإنجليزية والألمانية والفنلندية والروسية اليهودية والنمساوية، وكان لديه حفل بلوغ.
كان إيريك رياضيا جيدا في الثانوية هناك بدأ الهواة مرحلة العمل من خلال اللعب جو كيلر في آرثر ميلر «كل أبنائي» ، وأدركت أن هذا هو كل ما أراد فعله.
في 29 أكتوبر 2004، في لاس فيغاس، تزوج إيريك دين الممثلة ريبيكا جاي هارت. لديهم ابنتان نيلي و جورجيا.

## حياته الفنية
انتقل إلى لوس انجلوس وقدم لأول مرة له في عام 1993 على السنوات العجيبة (1988). في مهنته المبكرة ، لعب أيضا بعض الأدوار في المسلسل التلفزيوني متزوج ولدي أطفال (1995-1987). المطاردة الحريرية(1996-1991)، روزان (1988-1996).
لعب دور الطبيب أكثر من مرة، ظهر أولا كطبيب في مسلسل اجتياز جدعون (2000)، كما ادى جيسون دين في برنامج المسحورات (1998). من عام 2006 حتى عام 2012، قام بدور الدكتور مارك سلون، جراح التجميل في مسلسل تشريح غراي (2005). وأيضا قام ببطولة توم تشاندلر في مسلسل السفينة الأخيرة (2014).
وقد حط أول دور رئيسي له في السينما الألمانية، المياه المفتوحة 2: الجرف (2006). كما شارك في بطولة مارلي وانا (2008) وفي عيد الحب (2010). في فيلم رجال-إكس: الوقفة الأخيرة (2006) لعب شخصية جيمي مادروكس .

## مواقع خارجية
- إيريك دين على موقع IMDb (الإنجليزية)
- إيريك دين على موقع ميتاكريتيك (الإنجليزية)
- إيريك دين على موقع روتن توميتوز (الإنجليزية)
- إيريك دين على موقع ألو سيني (الفرنسية)
- إيريك دين على موقع ميوزك برينز (الإنجليزية)
- إيريك دين على موقع أول موفي (الإنجليزية)
- إيريك دين على موقع قاعدة بيانات الأفلام السويدية (السويدية)
- إيريك دين على موقع إن إن دي بي (الإنجليزية)
- إيريك دين على موقع قاعدة بيانات الفيلم (الإنجليزية)
- إيريك دين على موقع كينوبويسك (الروسية)